# (18117) Jonhodge
(18117) Jonhodge (2000 NY23) – planetoida z pasa głównego asteroid okrążająca Słońce w ciągu 3,61 lat w średniej odległości 2,35 j.a. Odkryta 5 lipca 2000 roku.